# Carlos Eduardo Esteves Lima
Carlos Eduardo Esteves Lima (Itambacuri, 1959) é um engenheiro civil e político brasileiro. Foi o último ministro-chefe da Casa Civil do Brasil durante o Governo Lula.

## Biografia
Nascido em Frei Serafim, distrito de Itambacuri, em Minas Gerais, formou-se em engenharia civil pela Universidade Federal de Minas Gerais (UFMG) e é pós-graduado em Políticas Públicas e Gestão Governamental pela Escola Nacional de Administração Pública (ENAP).

### Governo FHC
Iniciou sua carreira política no governo de Fernando Henrique Cardoso, no qual ocupou o cargo de Secretário-Adjunto de Previdência Complementar do Ministério da Previdência Social, entre 1998 e 2000, com os ministros Reinhold Stephanes e Waldeck Ornelas. Também foi inventariante do Departamento Nacional de Estradas de Rodagem (DNER) e, em 2002, interventor nomeado pelo Palácio do Planalto na Previ, fundo de pensão dos funcionários do Banco do Brasil.

### Governo Lula
No governo de Luiz Inácio Lula da Silva, foi subchefe-adjunto de Análise e Acompanhamento de Políticas Governamentais do Ministério da Casa Civil, quando Dilma Rousseff comandava a pasta, e secretário-executivo, desde abril de 2010, na gestão de Erenice Guerra. No dia 16 de setembro daquele ano, assumiu, interinamente, o cargo de Ministro-chefe da Casa Civil, substituindo Erenice, que se afastou após denúncias envolvendo familiares.